# Dobra, Koče - Muta
Dobra je naselje občine Koče - Muta v okraju Šmohor na Koroškem v Avstriji.